# Manuel Reguera González

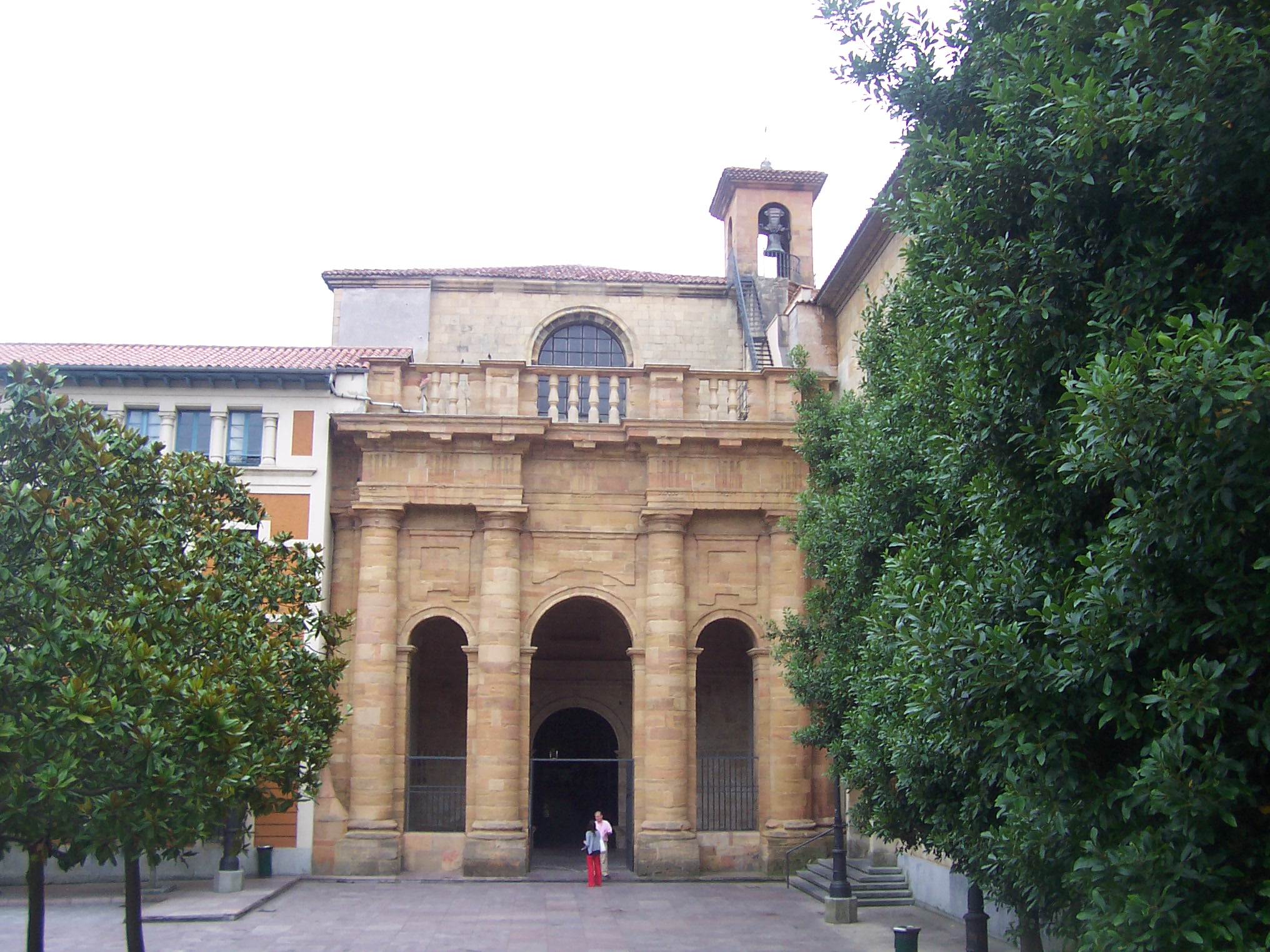
Pórtico de la Iglesia de Santo Domingo, Oviedo

Manuel Reguera González (Candás-Carreño el 27 de julio de 1731 - Oviedo en 1798) fue un arquitecto español.

## Biografía
Fue su padre Toribio Reguera, maestro de obras que lo inició en la arquitectura. En 1752 empezó a trabajar como mojón, mientras cursaba matemáticas en la Universidad de Oviedo. Desarrolló su vida profesional en la villa de Gijón, realizando generalmente Obra Civil. Fue alumno del arquitecto Pedro Antonio Menéndez de Ambás (1716 - post 1777) y poseyó el cargo de Fontanero Mayor de la ciudad de Oviedo, gracias a las referencias de Menéndez y del gobernador Isidoro Gil de Jaz, en sustitución de Manuel Ramírez Arellano, autor del diseño de los muelles y dársenas del puerto de Gijón. Fue uno de los primeros arquitectos asturianos en formar parte de la Real Academia de Bellas Artes de San Fernando en 1764. En su etapa final, apoyado por otros artesanos de la ciudad, denuncia los trabajos y la formación edilicia del maestro de obras José Bernardo de la Meana solicitando que fuesen revisados sus proyectos por arquitectos cualificados.

## Obra
La obra de Manuel Reguera se engloba principalmente dentro de la Obra Civil. Muchas de las obras de ingeniería civil en la ciudad de Oviedo relativas a infraestructura de canalización de aguas de este periodo final del siglo XVIII estuvieron bajo su supervisión. Realiza obras en la biblioteca de la Universidad de Oviedo en 1768. Su estilo arquitectónico incidía en el neoclasicismo. Entre sus obras importantes arquitectónicas se encuentra el pórtico monumental de la iglesia-convento de Santo Domingo de Oviedo. Desde el año 1768 colaboró con Ventura Rodríguez en obras como el Hospicio, el Hospital, o el Balneario de Las Caldas.